# Eugenia Grandet (film 1918)
Eugenia Grandet è un film muto del 1918 diretto da Roberto Roberti. Il film è anche conosciuto con il titolo La figlia dell'avaro.